# Вилламби
Вилламби́ (фр. Villembits, окс. Vilambic) — коммуна во Франции, находится в регионе Юг — Пиренеи. Департамент — Верхние Пиренеи. Входит в состав кантона Три-сюр-Баиз. Округ коммуны — Тарб.
Код INSEE коммуны — 65474.

## География

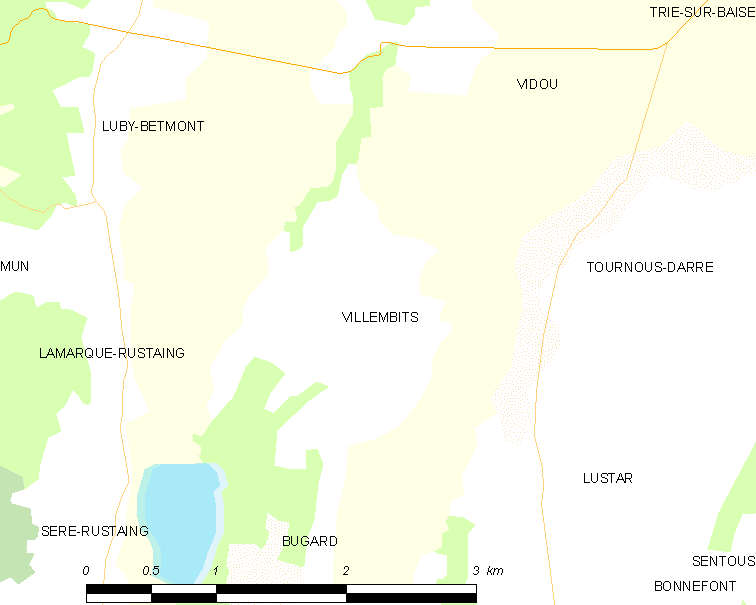
Карта коммуны

Коммуна расположена приблизительно в 640 км к югу от Парижа, в 100 км западнее Тулузы, в 21 км к востоку от Тарба.
На западе коммуны протекает река Буэс, а на востоке — река Лизон.

## Климат
Климат умеренно-океанический с солнечной тёплой погодой и обильными осадками на протяжении практически всего года.

## Население
Население коммуны на 2010 год составляло 102 человека.
| 1962 | 1968 | 1975 | 1982 | 1990 | 1999 | 2010 |
| ---- | ---- | ---- | ---- | ---- | ---- | ---- |
| 165  | 162  | 137  | 147  | 135  | 113  | 102  |

## Администрация
| Период | Период | Фамилия     | Партия | Примечания |
| ------ | ------ | ----------- | ------ | ---------- |
| 2001   | 2020   | Анри Лакост |        |            |

## Экономика
В 2010 году среди 55 человек трудоспособного возраста (15-64 лет) 38 были экономически активными, 17 — неактивными (показатель активности — 69,1 %, в 1999 году было 71,9 %). Из 38 активных жителей работали 33 человека (18 мужчин и 15 женщин), безработных было 5 (2 мужчин и 3 женщины). Среди 17 неактивных 5 человек были учениками или студентами, 9 — пенсионерами, 3 были неактивными по другим причинам.